# 一生推不如一生戀
《一生推不如一生戀》，是由SukeraSomero所製作的戀愛冒險類型美少女遊戲。於2020年2月28日發售日中英文版，对应Microsoft Windows平台。
其续篇《一生推不如一生戀 ～Love or die～》（推しのラブより恋のラブ ～ラブ・オア・ダイ～）于2021年7月30日发售。

## 故事
速星愛來不斷的將金錢揮霍在遊戲角色抽獎上，然而她運氣真背，不管抽幾次都沒辦法獲得她想要的稀有遊戲角色，不過在一次陰錯陽差中，一名名為古館戀的秀麗女孩現身在速星愛來面前，並且她每次抽獎時都一定能抽到稀有的遊戲角色。為了抽到想要的遊戲角色，速星愛來與古館戀便展開了同居和同床的生活。

## 角色
- 速星愛來 － 每天沉迷於遊戲角色抽獎的女性白領階級，但是她的運氣很差，每次都抽不中想要的角色。由於沉迷於遊戲角色抽獎的關係，生活費的開銷也開始拉警報，但在遇到古館戀之後人生道路出現了料想之外的方向。[1][2][3][4]
- 古館戀 － 可愛、閃亮或是能夠引起他人興趣的事物她都很喜歡，在與速星愛來相遇後便一見鍾情，為了得到速星愛來的青睞便半強制性的住進速星愛來的家中。[1][2][3][4]
- 錦志乃 － 速星愛來的兒時玩伴，同時也是她的朋友與同事。是個精力旺盛的腐女，並同時參加三個同人社團，經常向速星愛來推薦其他作品。在古館戀眼中，她是一名不斷介紹壞男人給速星愛來的礙事之人，但是她本人卻樂在其中，毫不介意。[1][2][3][4]

## 外部連結
- 一生推不如一生戀官方網站 （页面存档备份，存于）（繁體中文）
- 一生推不如一生戀APP版官方網站 （页面存档备份，存于）（日語）
- 一生推不如一生戀 ～Love or die～官方網站 （页面存档备份，存于）（繁體中文）